# Metasepia tullbergi
Metasepia tullbergi är en bläckfiskart som först beskrevs av Adolf Appellöf 1886.  Metasepia tullbergi ingår i släktet Metasepia och familjen Sepiidae. IUCN kategoriserar arten globalt som otillräckligt studerad. Inga underarter finns listade i Catalogue of Life.